# Vlașca

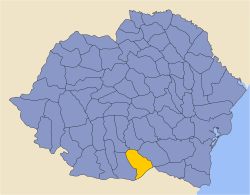
Condado de Vlașca en 1930.

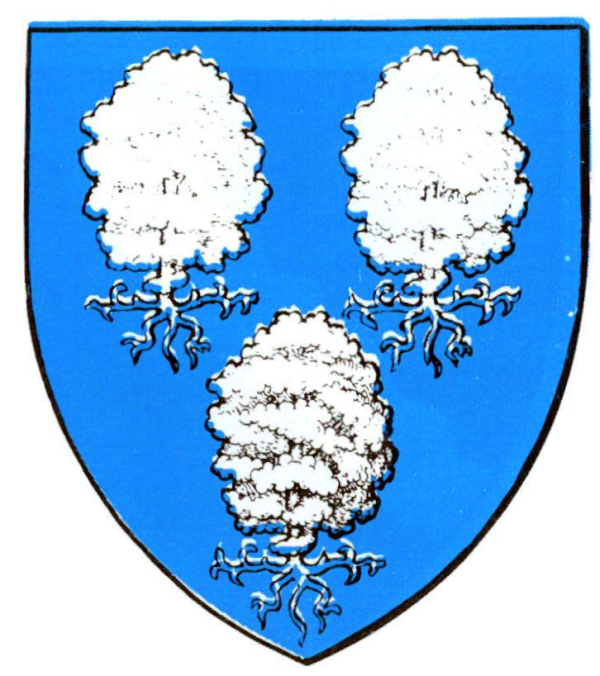
Escudo de Vlașca.

Vlașca es un antiguo condado (en rumano Județul) del sur de Muntenia, en Rumania, situado entre Bucarest y el Danubio. Se corresponde mayoritariamente con lo que en la actual organización administrativa rumana es el condado de Giurgiu, siendo esta ciudad la que fuera su capital.
Durante el período del Reino de Rumanía (1918–1940) hacía de frontera al sur con Bulgaria y limitaba al oeste con el condado de Teleorman, al norte con los de Argeș y Dâmbovița y al este con el de Ilfov.
Según el censo de 1930 la población del condado era de 296.412 habitantes, de los cuales el 97,1% eran rumanos, gitanos el 2,2% y el 0,2% húngaros.
La religión mayoritaria era la ortodoxa, practicada por el 99,4% de la población, siendo el 0,2% católicos y el 0,1%, adventistas.
- Wikimedia Commons alberga una categoría multimedia sobre Vlașca.

- Datos: Q716374
- Multimedia: Interwar Vlașca County / Q716374